# 心跳回忆 (游戏)
《心跳回忆》是一款由科乐美制作和发行的戀愛模擬遊戲，簡稱《Tokimemo》（ときメモ），是《心跳回忆系列》首部作品，是第一個全年齡取向的戀愛模擬遊戲。本游戏最初于1994年5月27日在PC Engine发行，后以《心跳回忆 永远在一起》为名在PlayStation、世嘉土星和Windows 95发行。 1996年以《心跳回忆 传说之树下》为名移植至超级任天堂。Windows 95/98中文版由科樂美授權華義國際發行，是《心跳回忆系列》唯一有官方中文化的世代。1999年移植至Game Boy Color，标题为《心跳回忆POCKET》。复刻版《心跳回忆 永远在一起 Emotional》于2025年5月8日在任天堂Switch發行。
1999年至2000年由科樂美音樂娛樂發行《OVA純愛手札》。

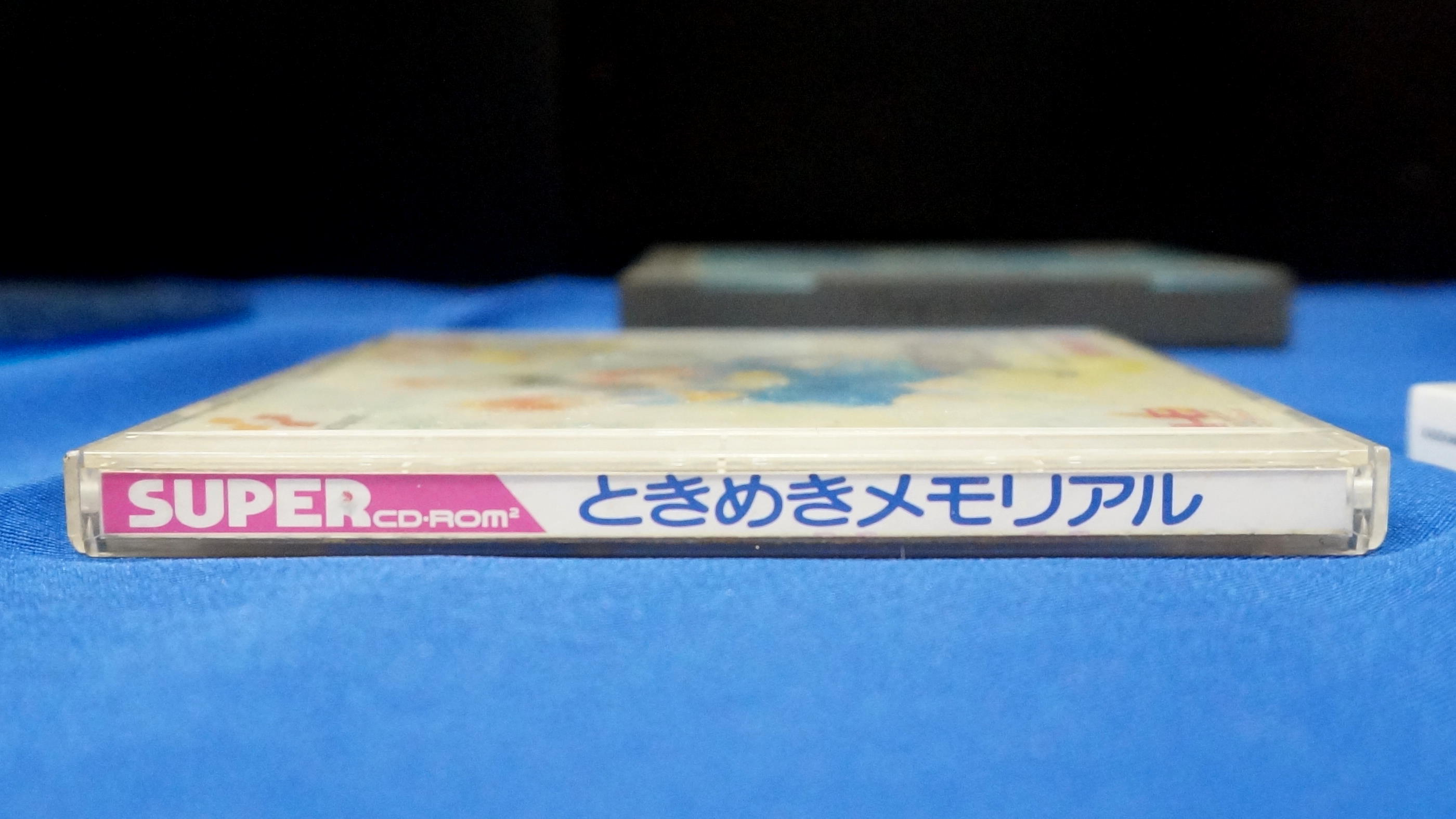
PC Engine版外盒側面

## 角色
本游戏的主場景是光輝高中，主要角色有以下：
- 藤崎诗织
- 虹野沙希
- 馆林见晴
- 片桐彩子
- 朝日奈夕子
- 古式由加利
- 如月未绪
- 纽绪结奈
- 镜魅罗
- 清川望
- 美树原爱
- 早乙女优美
- 早乙女好雄
- 伊集院丽

1998年10月20日，科樂美與捷比漫畫圖書（後改名捷比漫畫科技）簽約，捷比漫畫圖書成為科樂美精品世界（こなみるく）台灣代理商，科樂美精品世界進駐捷比漫畫圖書旗下「捷比漫畫便利屋」（JB Comic Fun House）各分店。 科樂美精品世界在台灣發行的第一本中文商品目錄《Konami Official Book》正式使用「純愛手札」名稱，封面廣告詞：「詩織正式向您問候！更便利、更便宜的純愛品登台！」

## 演進
2023年5月27日，為紀念《心跳回憶》發售29週年，科樂美數位娛樂開通了《心跳回憶系列》官方Twitter帳號，並發佈了由《心跳回憶》角色設計小倉雅史繪製的插圖。

## 评价
本游戏Windows 95/98中文版獲得第四屆遊戲之星選拔賽國外代理組最佳養成遊戲獎。
《Fami通》举行的投票将本游戏列为2006年最佳游戏第23位。

## 外部鏈接
- 官方Twitter帳號 （页面存档备份，存于）